# Алябьев, Анатолий Николаевич
Анато́лий Никола́евич Аля́бьев (12 декабря 1951, дер. Данилково, Верховажский район, Вологодская область, РСФСР, СССР — 11 января 2022,  Санкт-Петербург) — советский биатлонист. Олимпийский чемпион. Заслуженный мастер спорта СССР (1980). Полковник.

## Биография
Родился в деревне Данилково Верховажского района Вологодской области. В деревню Макарцево, где была начальная школа, с первого класса Анатолий ходил пешком, а зимой на лыжах. С 12 лет отец стал доверять ему ружье.
Вскоре родители переехали в деревню Сметанино (недалеко от райцентра Верховажье Вологодской области). Юный Алябьев в это время — чемпион района, участник областных соревнований. Одновременно с лыжами увлекался боксом.
После школы учился на отделении физвоспитания Вологодского педагогического училища, по окончании которого — учитель физвоспитания в селе Верховажье, а также руководитель двух спортивных секций — лыж и бокса. В 1971 году призван в армию, служил в Ленинграде, выступал за спортклуб армии. В первый же год выполнил норматив мастера спорта по лыжным гонкам.
Через год, по настоянию тренера Василия Афанасьевича Хоружия, занялся биатлоном, вскоре став также мастером спорта. Выступал за СКА (Ленинград), тренировался у В. Пшеницына. В 1979 Алябьев выиграл звание чемпиона СССР на дистанции 20 км и на этой же дистанции победил всех сильнейших биатлонистов мира на предолимпийской неделе в Лейк-Плэсиде. В 1980 выиграл Кубок СССР и получает путевку на Олимпиаду.
На зимних Олимпийских играх 1980 в Лейк-Плэсид сначала выиграл золото в индивидуальной гонке на 20 км, обыграв на дистанции немца Ульриха на 11 секунд. Победу удалось удержать только за счет стрельбы без штрафа. При этом, по воспоминаниям Алябьева, ему очень тяжело дался последний выстрел на последнем огневом рубеже — он выцеливал 43 секунды, но все же попал.
Через день Алябьев взял бронзу в гонке на 10 км, где победу праздновал тот же Ульрих, сумевший ходом опередить всех конкурентов.
Последним видом биатлонной программы стала эстафета 4×7,5 км. Алябьев бежал последний этап, имея преимущество над сборной ГДР в 39 секунд. Однако соперник по этапу немец Рёш показал фантастическую скорость и сумел ликвидировать отставание уже на первом огневом рубеже. Все решилось на второй стрельбе — Реш 1 раз промазал, а Алябьев был точен и принес победу сборной СССР.
После Олимпиады результаты снизились из-за болезни: дважды завоевал бронзу чемпионатов мира 1981 и 1982 в эстафете. Усиленно готовился к Олимпиаде-84, но за 2 недели до начала игр простудился и слег с воспалением легких.
Закончил Военный институт физической культуры в Ленинграде (1981). С 1984 — на кафедре лыжной подготовки и ускоренного передвижения ВИФК.
Как тренер участвовал в подготовке сборной команды России по биатлону на Олимпийских играх и чемпионатах мира (1990—1998). Им подготовлено 43 мастера спорта, 3 мастера спорта международного класса и 1 заслуженный мастер спорта.
Кандидат педагогических наук (1997), профессор (1998). Начальник кафедры лыжной подготовки и ускоренного передвижения ВИФК. Имеет более 30 научных работ. Полковник запаса.
Награждён орденом Трудового Красного Знамени (9.04.1980), 6 медалями, норвежской медалью «За развитие мирового спорта» (1981).
Член совета Союза биатлонистов России.
Скончался на 71-м году жизни в ночь на 11 января 2022 года от COVID-19 на фоне болезни лёгких. Будет похоронен 13 января на кладбище посёлка Токсово Ленинградской области.

### Семья
Супруга Алла — директор Дома спорта в Санкт-Петербурге, два сына (второй родился во время Олимпийских игр в Лэйк-Плэсиде).

## Память
14 февраля 2024 года на территории спортивной базы ВИФК в поселке Токсово состоялось открытие памятника Алябьеву.